# Bonnetia fasciculata
Espèce
Synonymes
- Neogleasonia wurdackii Maguire[1]

Statut de conservation UICN

 NT  : Quasi menacé
Bonnetia fasciculata est une espèce de plantes à fleurs de la famille des Bonnetiaceae.

## Publication originale
- BioLlania (Edición Especial) 6: 559. 1997. (Jun 1997)